# Bergarbeiterkapelle (Faymoreau)

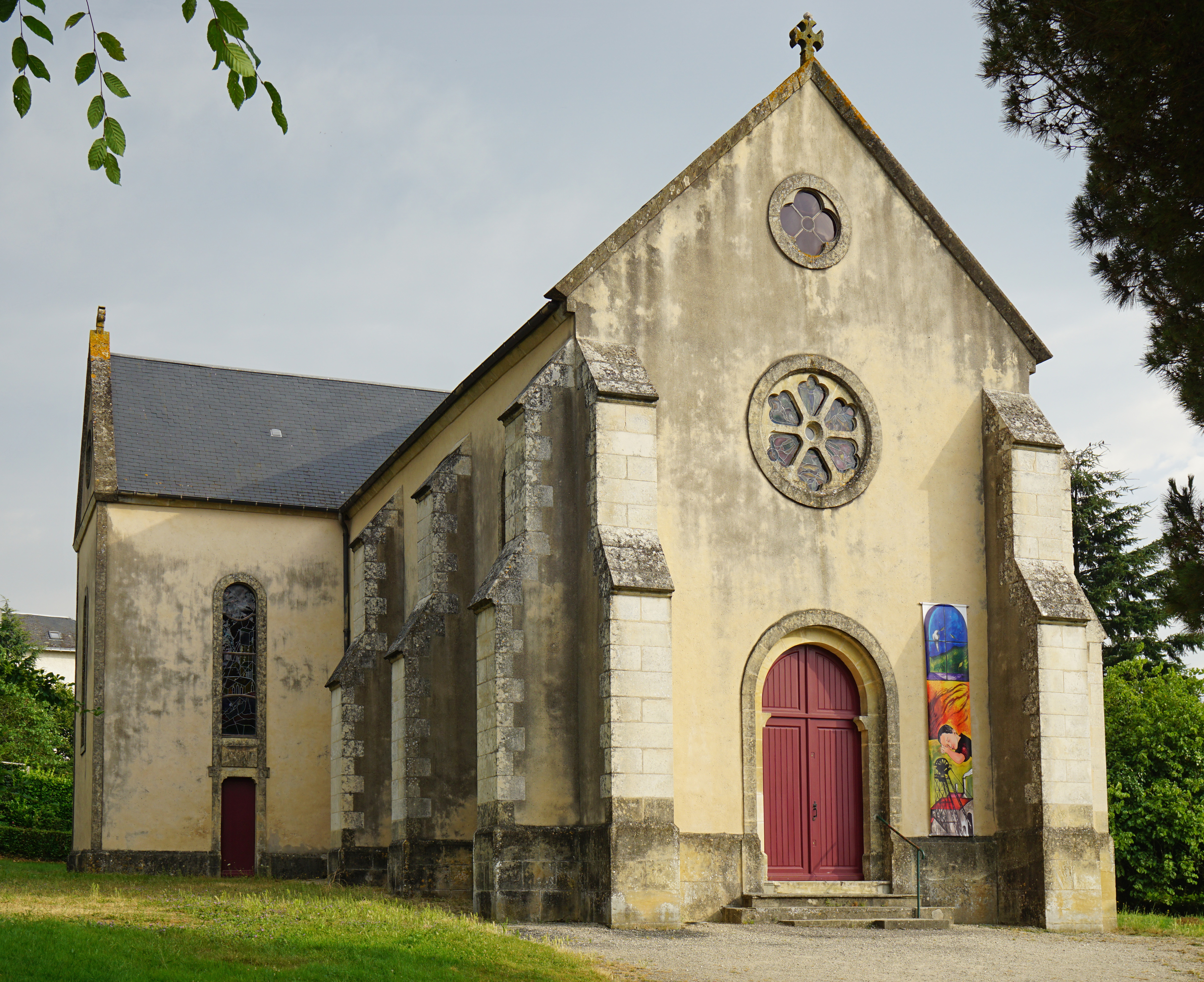
Bergarbeiterkapelle in Faymoreau

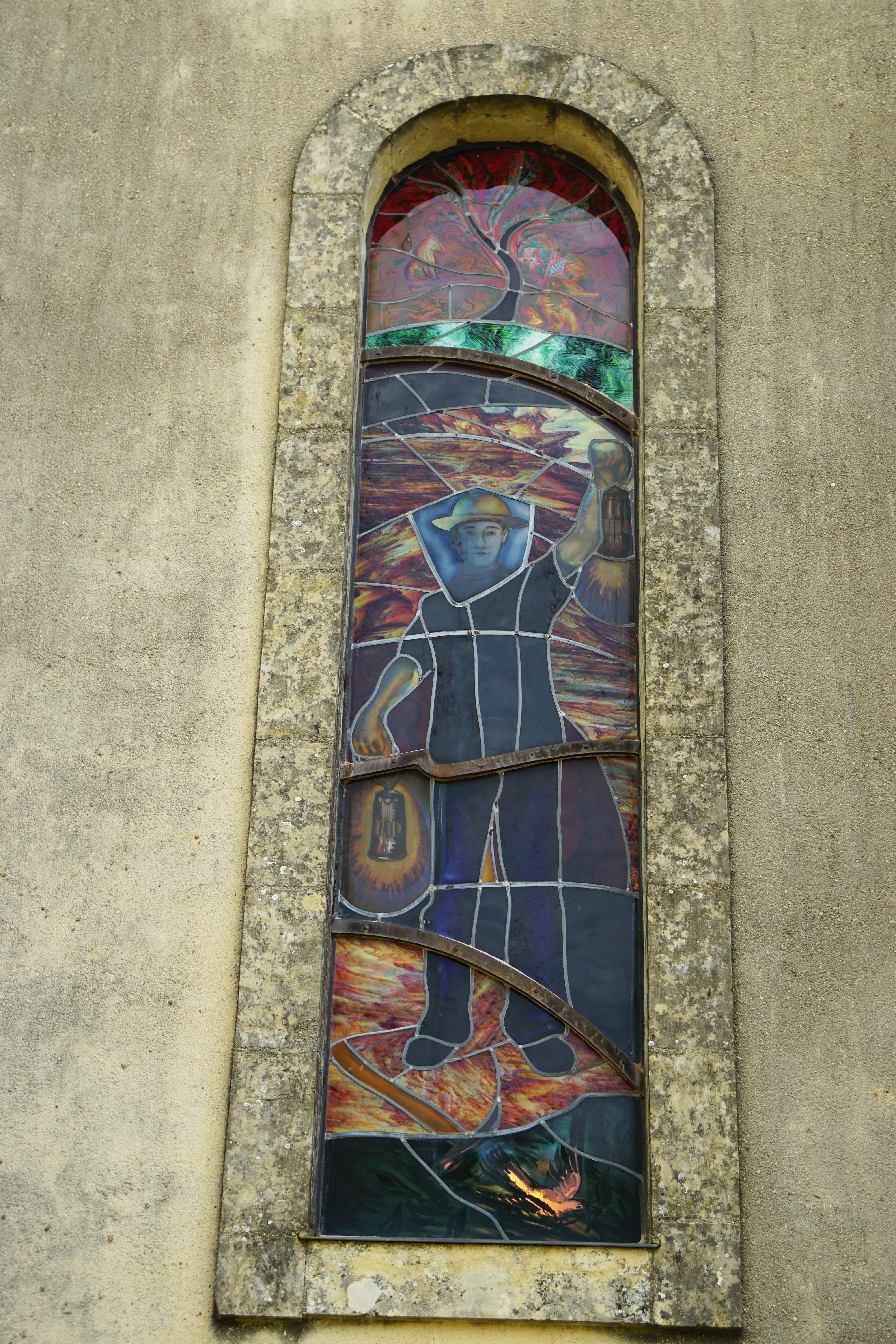
Bleiglasfenster mit der Darstellung eines Bergarbeiters

Die Bergarbeiterkapelle in Faymoreau, einer Gemeinde im Département Vendée in der Region Pays de la Loire, wurde am 4. Dezember 1876 geweiht, dem Namenstag der heiligen Barbara von Nikomedien, die von den Bergarbeitern als ihre Schutzpatronin verehrt wird.

## Beschreibung
Die Kapelle an der Allée de la Verrerie wurde nach Plänen des Architekten Laromiguiere im Auftrag der Minenbesitzerin zum Gedenken an ihren verstorbenen Mann erbaut. Die Pfarrkirche St-Louis befand sich nur zwei Kilometer von der Kapelle entfernt. 
Der Saalbau, der in den 1990er Jahren renoviert wurde, besitzt 18 Bleiglasfenster mit Darstellungen aus dem Leben der Bergarbeiter. Die Fenster wurden nach Entwürfen des Malers Carmelo Zagari, geboren 1957 in Firminy, gefertigt. Nach der Renovierung wurden die Bleiglasfenster eingebaut.
Nachdem die Minen im Jahr 1958 geschlossen wurden, blieb die Kapelle weiterhin in Privatbesitz. Später kam sie in den Besitz der Diözese und im Jahr 1998 wurde sie von der Gemeinde Faymoreau gekauft. 
In der Kapelle, die weiterhin dem Gottesdienst dient, finden auch Konzerte und Ausstellungen statt.